# Harro Höfliger Verpackungsmaschinen
Harro Höfliger (offiziell: Harro Höfliger Verpackungsmaschinen GmbH) ist ein Hersteller von Produktions- und Verpackungsanlagen mit Hauptsitz in Allmersbach im Tal in Baden-Württemberg.

## Geschichte

### Die Anfänge
Der gelernte Maschinenschlosser Harro Höfliger (1937–2019) machte sich 1975 in Stuttgart-Untertürkheim selbstständig. In seiner Hinterhofgarage überholte er gebrauchte Kartoniermaschinen für den Wiederverkauf. Ab 1976 firmierte das Unternehmen als Harro Höfliger Verpackungsmaschinen GmbH mit Sitz in Backnang. Parallel zum Handel mit Gebrauchtanlagen begann die Entwicklung und Fertigung eigener Verpackungsmaschinen. Die kaufmännische Leitung übernahm Marianne Höfliger. 1979 erfolgte der Umzug nach Allmersbach im Tal. Der erste Auszubildende wurde 1981 eingestellt. 1983 stieg Manfred Reiser als gesellschaftender Geschäftsführer der Konstruktion in das Unternehmen ein. Das Sortiment umfasste zunächst vor allem Standardmaschinen sowie Verpackungslinien für die Nahrungs- und Genussmittelindustrie, entwickelte sich in den folgenden Jahren aber zunehmend in Richtung individueller Produktionsanlagen für die Pharmaindustrie.

### 1990er-Jahre
Im Jahr 1990 wurden erstmals mehr Anlagen für die Pharmabranche als für den Lebensmittelsektor gefertigt. Neben Kapselfüll- und Wägemaschinen nahm Höfliger auch bahnverarbeitende Maschinen zur Herstellung von transdermalen Pflastern und Produkten zur medizinischen Wundversorgung ins Programm auf. 1994 wurde die erste internationale Niederlassung in Doylestown, Pennsylvania (USA) gegründet.

### 2000er-Jahre
Bis Anfang der 2000er-Jahre umfasste das Maschinenangebot unter anderem modular kombinierbare Bausteine für individuelle Produktionssysteme. 2003 wurde ein Labor für produktionsbegleitende Analysen von Inhalationspulver eingerichtet, 2005 folgte der Aufbau eines pharmazeutischen Entwicklungsservices. Zudem ermöglichten werkseigene Reinräume von nun an den Betrieb der Produktionsanlagen mit aktivem Wirkstoff unter praxisnahen Umgebungsbedingungen.
Nach dem Tod von Marianne Höfliger im Jahr 2006 kam es zu einer Neustrukturierung. Thomas Weller, Markus Höfliger und Peter Claußnitzer wurden zu Geschäftsführern bestellt. Ab 2008 ergänzten Uwe Amann und Heinrich Havenstein das Management. Im Jahr 2012 wurde zudem die Betriebsfläche in Allmersbach um einen Neubau ergänzt. Auf rund 7000 Quadratmetern erhielten neben Montage und Büros auch das Probemateriallager und das Ausbildungszentrum einen neuen Standort.

### 2010er-Jahre
2013 übertrug Unternehmensgründer Harro Höfliger seine Firmenanteile an eine Familienstiftung und zog sich aus dem operativen Tagesgeschäft zurück. 2018 übernahm er den Vorsitz des neu gegründeten Aufsichtsrats. Nach seinem Tod im Frühjahr 2019 trat Markus Höfliger die Nachfolge in diesem Amt an.

### 2020er-Jahre
Zum 1. April 2022 erwarb Harro Höfliger die Widmann Maschinen GmbH & Co. KG mit Sitz in Schlierbach. Das Unternehmen entwickelte und baute Serien- und Sondermaschinen, die für Verpackungen von Lebensmitteln und Kosmetik, in der Automobilindustrie und in der Medizintechnik eingesetzt wurden.
2024 erfolgte die Übernahme der ungarischen Manz Hungary Kft., einer Tochtergesellschaft des deutschen Maschinenbauers Manz AG mit Sitz in Reutlingen. Im Jahr 2025 feiert Harro Höfliger 50-jähriges Bestehen.

## Unternehmensstruktur
2023 beschäftigte Harro Höfliger 1765 Mitarbeiter und erzielte einen Umsatz von 335 Millionen Euro. Rund 79 % des Umsatzes wurden in der pharmazeutischen und medizinisch-technischen Branche erzielt, etwa ein Fünftel entfiel auf die chemisch-technische Industrie. Der Bereich Nahrungs- und Genussmittel spielt nur noch eine untergeordnete Rolle.
Zur Harro Höfliger Verpackungsmaschinen GmbH gehören mehrere Tochterunternehmen, darunter:
- Harro Hoefliger Packaging Systems Inc. (Vereinigte Staaten)
- Harro Höfliger AG (Schweiz)
- Harro Hofliger Packaging Systems Ltd. (Großbritannien)
- Harro Höfliger Nordic AB (Schweden)
- Harro Höfliger Hungary Kft. (Ungarn)
- DS Technology GmbH (Allmersbach)[1]

Neben dem Stammsitz Allmersbach im Tal gibt es Standorte in Backnang (Technologiezentrum), Großaspach (Fertigung und Logistik), Oppenweiler, Satteldorf und Schlierbach. Das Unternehmen hat Niederlassungen in China, Großbritannien, Indien, der Schweiz, Singapur, Skandinavien, Ungarn und den USA sowie über 30 Vertretungen.

## Produkte
Maßgebliche Absatzmärkte von Harro Höfliger sind vor allem die medizintechnische und pharmazeutische Industrie, daneben auch Hersteller von Home-Care-Produkten sowie die Nahrungsmittelbranche. Das Sortiment reicht von Maschinen für Forschung und Labor bis hin zu Anlagen für die Hochleistungsproduktion, auch als schlüsselfertige Komplettsysteme (Turnkey Solutions). Zum Lieferumfang gehören auch Technologien für Aseptik- und Containment-Anwendungen.
Ergänzend bietet Harro Höfliger verschiedene Dienstleistungen an, darunter Unterstützung bei der Entwicklung von Prozessen und Devices, technologische Begleitung bei der Produktentwicklung sowie Qualifizierungs- und Validierungsservices für Maschinen und Anlagen.

### Pharmazeutika und Medizintechnik
Im pharmazeutischen und medizintechnischen Bereich entwickelt und produziert Harro Höfliger etwa Maschinen, mit denen Inhalatoren, Spritzen, Verbandmaterialien, Kontaktlinsen, Medikamentenkapseln, Autoinjektoren, Pens, Katheter, Infusionsbeutel, chirurgisches Nahtmaterial sowie diagnostische Systeme angefertigt werden können.

### Konsumgüter
Im Bereich Konsumgüter bietet Harro Höfliger Maschinen für Dosierung, Befüllung und Verpackung etwa von Waschmittel- oder Spülmaschinen-Tabs an.